# دارة جبهية مخططية
الدارة الجبهية المخططية (ملاحظة 1) هي مسار عصبي يصل بين مناطق الفص الجبهي والعقد القاعدية في الجسم المخطط، وهي مناطق مسؤولة عن الوظائف الحركبة والإدراكية والسلوكية داخل الدماغ البشري. تستقبل هذه الدارة المدخلات من مجموعات خلايا النواقل العصبية للدوبامين والسيروتونين والنورإبينفرين والكولين، والتي لها تأثير على معالجة المعلومات.
تشكل هذه الدارة جزءاً من الوظائف التنفيذية، والتي تتضمن اختيار وإدراك المعلومات المهمة، وأداء الذاكرة، والتخطيط والتنظيم، والتحكم بالسلوك، والتكيف مع التغير، بالإضافة إلى صنع القرار. لدراسة هذه الدارة دور مهم في الأمراض التي تترافق مع تدهور للجملة العصبية مثل مرض آلزهايمر ومرض باركنسون، وكذلك مع الاضطرابات النفسية العصبية مثل الفصام والاضطراب الاكتئابي والاضطراب الوسواسي القهري واضطراب نقص الانتباه مع فرط النشاط.

## هوامش
- ملاحظة 1 يقابلها باللغة الإنجليزية: Frontostriatal circuit